# 高法寺
高法寺（こうほうじ）は大阪府池田市綾羽にある高野山真言宗の仏教寺院。

## 歴史

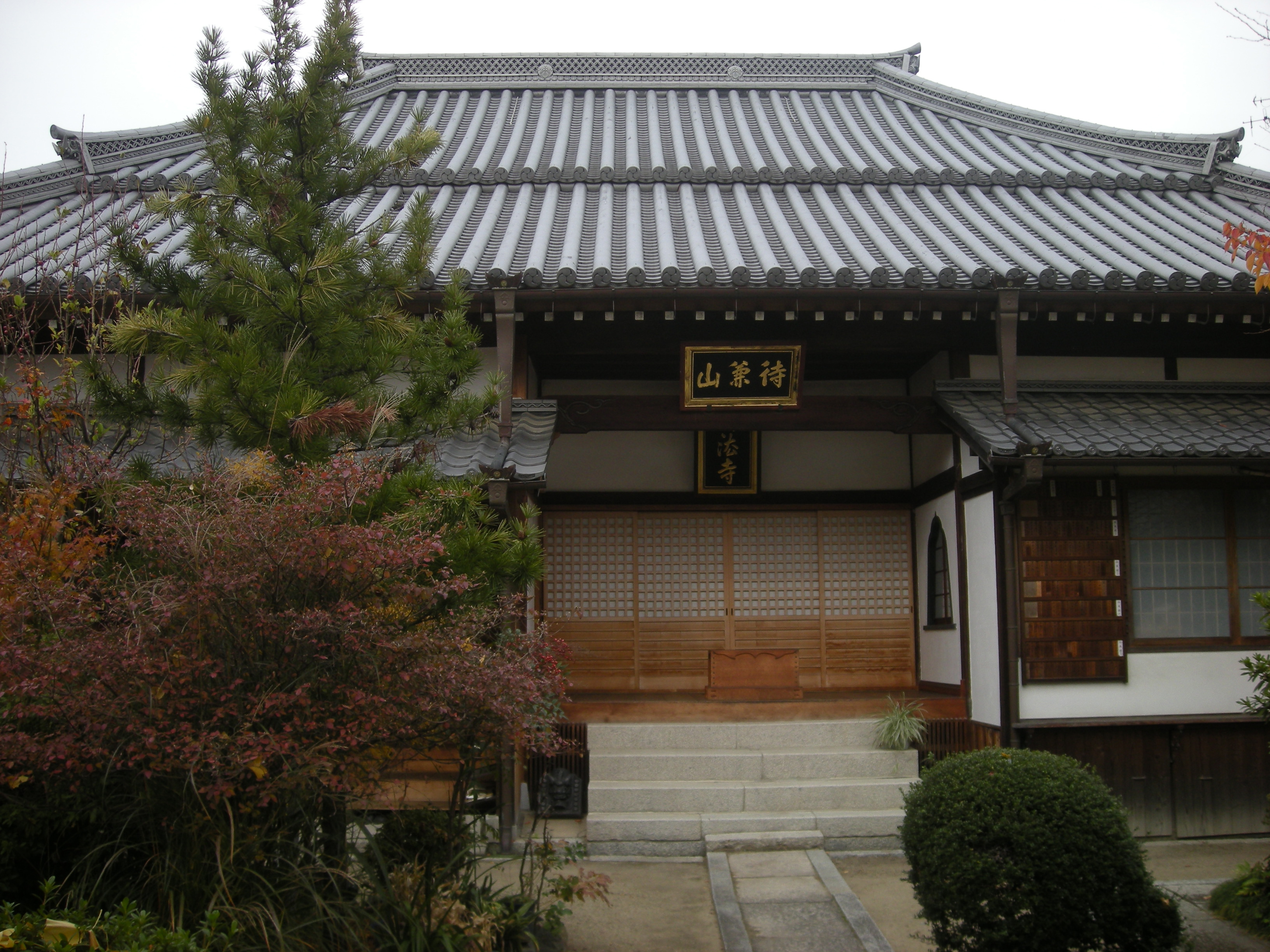
本堂

行基の開創。もと待兼山の絶頂にあり、池田城主筑後守の祈願所。
- 天正7年（1579年）荒木村重攻めの兵火を罹り、当所に移転。
- 慶長3年（1598年）静弁が中興。

## 境内
- 金比羅社
- 稲荷社

## 交通アクセス
- 阪急宝塚本線池田駅より、北に徒歩8分。